# 사조삼부곡
《사조삼부곡》(射雕三部曲)은 김용의 중국 무협 소설 삼부작이다. 1980년대 대한민국에 판권 계약 없이 번역·출판된 제목인 영웅문(英雄門)으로 잘 알려져 있다.
다음 세 소설로 이루어져 있다.
- 《사조영웅전》(1957)
- 《신조협려》(1959)
- 《의천도룡기》(1961)